# Cryptoripersia tubulata
Cryptoripersia tubulata är en insektsart som beskrevs av Mckenzie 1964. Cryptoripersia tubulata ingår i släktet Cryptoripersia och familjen ullsköldlöss. Inga underarter finns listade i Catalogue of Life.